# Sigmund Feuerabendt
Sigmund Feuerabendt (* 20. Juni 1928 in Bayreuth; † 6. November 2024) war ein deutscher Schriftsteller, Denker, Dichter, Forscher, Komponist, Pianist, Philosoph und Meister des Yoga.

## Leben
Feuerabendt studierte in Erlangen und Würzburg Psychologie und Philosophie. Bei Boris Sacharow erlernte er Yoga und Sanskrit und in Bayreuth studierte er Musik.
1988 veröffentlichte er sein erstes Buch über Yogatherapie. Ein weiteres Hauptthema von Feuerabendt war die Philosophie mit Schwerpunkt auf der Stellung der Wissenschaft zur Philosophie. Er beschäftigte sich mit Themenfeldern der Pädagogik und äußerte sich zu Problemen der Prägung und der Entwicklungspsychologie. Dazu arbeitete er als Kulturpädagoge. Er stellt hier erstmals einen Zusammenhang zwischen frühkindlicher Entwicklung und ihren kulturellen Parallelen her (Literatur: Edition Naumann’s).
In weitergehenden Forschungen arbeitete er an psychologischen Problemen der Astrologie, der Hufeland-Feuerabendt-Makrobiotik. Dazu gesellte sich die Rhythmenforschung. Zusätzlich untersuchte Feuerabendt den psychischen Inhalt und den Ausdruck der Sprache als Diagnose der Persönlichkeit. Als Erweiterung des tibetanischen Totenbuches schuf er das Buch Wanderungen der Seele (Edition Naumann’s). Eine seiner bedeutendsten Arbeiten ist das Weltkulturforum Yoga Sutra. Das Buch stellt den Yoga als eine anwendbare Philosophie vor.
Seit 1954 war Feuerabendt das älteste Mitglied der Jean-Paul-Gesellschaft und eines der ersten Mitglieder der Richard-Wagner-Gesellschaft. Für seine  Untersuchungen über Jean Paul erhielt er die Silberne Jean-Paul-Medaille. Über Jean Paul liegt vor Jean Paul als Seelenforscher (Dissertation), eine Umarbeitung des Romans Eine Reise nach Flätz zu einem Bühnenstück. Zum Jubiläumsjahr 2013 veröffentlichte Feuerabendt neue Essays zu den Themen 200 Jahre Richard Wagner und 250 Jahre Jean Paul Friedrich Richter.
Er schrieb über einen Zeitraum von 1947 bis 2024. Er war Schriftleiter der Deutschen Yogapost, dem offiziellen Organ der Deutschen Yogagesellschaft. 2023 erschien der 42. Jahrgang. In Nummer 4/2023 findet sich eine dreiseitige Autobiographie.

## Die Sigmund-Feuerabendt-Stiftung
Die Sigmund-Feuerabendt-Stiftung ist eine Stiftung für humanitäre und kulturelle Erziehung (Grundlagen in „Mama, Mama“, Edition Naumann`s). Die Stiftung für kulturelle Integration ist als rechtsfähige Stiftung bürgerlichen Rechts mit Sitz in Speichersdorf anerkannt. Hauptaufgabe der Stiftung ist die  „Natürliche Erziehung“, die als Grundlage einer jeden Kultur und Bildung des Menschseins angenommen wird.

## Werkverzeichnis (Auswahl)
Romane, Erzählungen, Dichtungen
- Die Unendlichen, Ein Erziehungs- und Liebesroman
- Die Preisverteilung, Leistung und Macht (Roman)
- Kreuzzüge zum Menschen, ein Anti-Zarathustra. Edition Naumann’s, 1972.
- Kleinodien der Welt-Dichtung, über 11.351 Sonette
- Gedichte, Weltsprache der inneren Natur, Sammlung von mehr als 1000 Gedichten

Essays
- Weltgeist Goethe. Vom Apollinischen, Dionysischen zum Faustischen
- Geheimnis Jean Paul. Von der Idylle zum Eros kosmogenos. Edition Naumann’s, 2013, ISBN 978-3-928113-03-8.
- Welträtsel Richard Wagner. Die Natur Gottes ist die Kultur des Menschen. Edition Naumann’s 2013, ISBN 978-3-928113-05-2.
- Jean Paul als Seelenforscher. Ein deutscher Platon. Dichtung als tiefenseelische Psychologie.
- Sein – Geist – Seligkeit. Vom Kritizismus zum Universalismus. 2. Auflage. Edition Naumanns, 1990, ISBN 3-928113-00-3.
- Der kommende Prometheus. Die Philosophie der Urlehre. Eine Bewusstseins-Philosophie
- Neuere Untersuchungen zur Kausalität. Quantenphysik mit den Augen eines Philosophen gesehen
- Auf Schwingen der Ideen. Eine aphorismische Philosophie
- Morgenröten des Sinnens. Eine essayistische Philosophie
- Auf den Spuren Voltaires. 105 masonische „Zeichnungen“
- Der schöpferische Mensch. Eine Universal-Studie des Genies
- An die Mütter. Die Natürliche Erziehung
- Glückliche Kinder. Die ersten 1000 Tage im Leben unseres Kindes. 1. Auflage. Droemer Knaur 1987, ISBN 3-426-07730-2.
- König Wurzelbart. Ein Kinderbuch für Erwachsene und Kinder in Bildern, Versen und Melodien. In Gemeinschaft mit Friederike Krodel

Yoga, Gesundheitsbücher
- Die Macht des Yoga. Geistige Durchdringung des Yoga. 2. Auflage. Droemer Knaur, 1980, ISBN 3-426-07833-3.
- Yogatherapie. Erste Pionierarbeit der Yogatherapie in Europa mit wissenschaftlicher Begründung durch das Feuerabendt-Hammer’sche Asana-Modell. Droemer Knaur, München 1987, ISBN 3-426-07731-0.
- Lachen heilt Krebs. Das volkstümlichste Heilmittel. 2. Auflage. Droemer Knaur, 1989, ISBN 3-426-07795-7.
- Heilen mit Yoga. Entdeckung der 13  Wirkungsebenen des Asanaübens. 2. Auflage. Droemer Knaur, München 2005, ISBN 3-426-64174-7.
- Heilkraft Yoga. Navigator des Asanaübens. 3. Auflage. Droemer Knaur, München 2008, ISBN 978-3-426-64583-3.
- Die Natürliche Entspannung. S.A.T. Die einfachste und tiefgreifendste, ganzheitliche Entspannungsmethode. 3. Auflage. Droemer Knaur, München 1998, ISBN 3-426-64184-4.
- Yoga und die Ärzte. 7 Jahre klinische Untersuchungen der Asana. Verlag 2000, 1982, ISBN 2-87950-003-6.
- Yoga – ein Geheimnis. Kundalini als Energie der Schöpfung. 3. Auflage. Verlag Zeitenwende, 2012, ISBN 978-3-934291-66-9.
- Das Yoga Sutra. Weltheilmittel des 3. Jahrtausends in spe; Ursprachliche Übersetzung mit 48 Randbemerkungen. 2. Auflage. Goldmann, München 1989, ISBN 3-442-10456-4.
- Weltkulturforum Yoga Sutra, 2016
- Eine aphoristische Philosophie (aktuell in Veröffentlichungsphase)

Esoterik
- Wanderungen im Jenseits, Ein Totenbuch für alle Menschen, 2016, Edition Naumann’s

Bühnenwerke
- Um Nichts und wieder Nichts. Ein Genie der Angst. Komödie. Edition Naumann’s, 2013, ISBN 978-3-928113-06-9.
- Der Schaukelstuhl, Schauspiel, (1971)

Kompositionen
- Eine symphonische Ouvertüre in C-moll
- Eine symphonische Ouvertüre in As-dur
- Eine Klaviersymphonie in einem Satz
- Forsthaller Preludes